# Tornatellinops mastersi
Tornatellinops mastersi är en snäckart som först beskrevs av Brazier 1876.  Tornatellinops mastersi ingår i släktet Tornatellinops och familjen Achatinellidae. Inga underarter finns listade i Catalogue of Life.